# Hallenburg

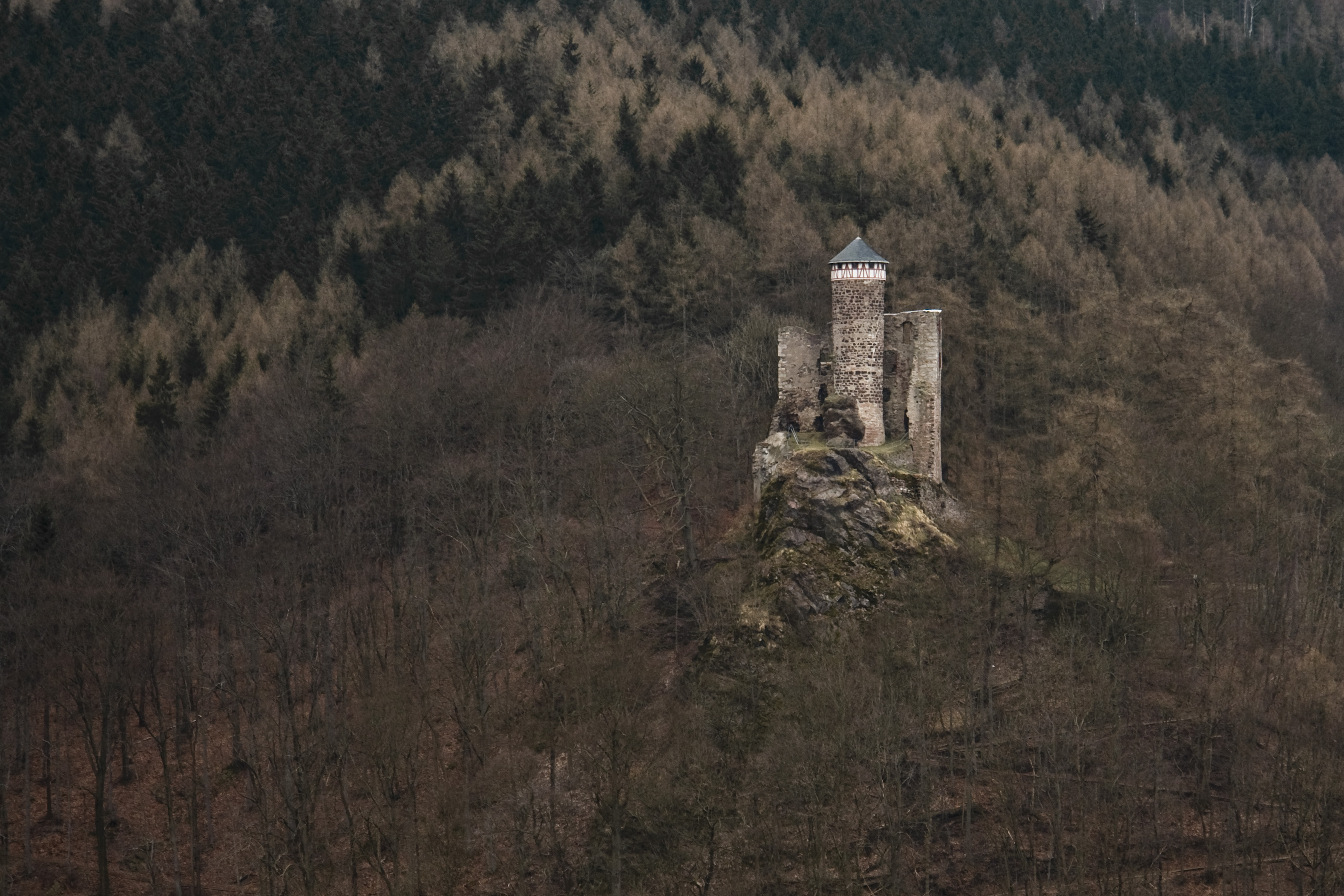
Hallenburg

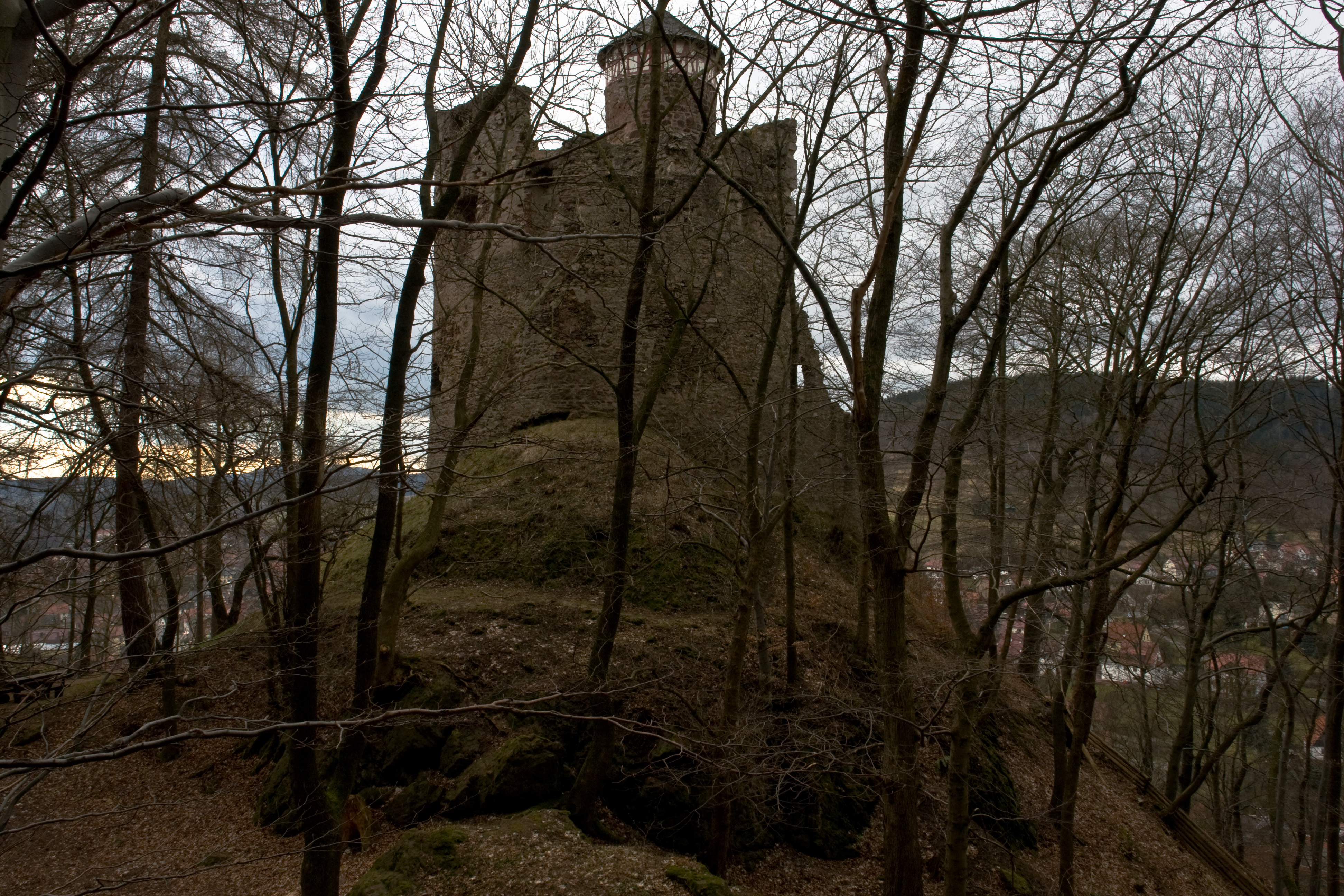
Arnsbergzugewandte Seite der Hallenburg, 2008

Die Hallenburg ist die Ruine einer mittelalterlichen Spornburg und Wahrzeichen der Stadt Steinbach-Hallenberg. Sie liegt am Südwestabhang des Thüringer Waldes im Landkreis Schmalkalden-Meiningen in Thüringen, Deutschland.

## Lage
Die Hallenburg liegt auf einem etwa 80 m hohen, nach drei Seiten hin steil abfallenden Porphyrfelsen am Arnsberg. Im Tal vor der heutigen Ruine liegt die Stadt Steinbach-Hallenberg.

## Geschichte

### Erbauung
Von wem und wann die Hallenburg gebaut wurde, kann nicht zweifelsfrei festgestellt werden. Die Erbauungszeit 909, die Johann Sebastian Güth in seiner Chronik der Stadt Meiningen angibt, ist umstritten, da jeglicher Nachweis fehlt. Die dynastische Kleinherrschaft der Herren von Hallenberg  könnte aber bis in die Anfänge des 12. Jahrhunderts zurückgehen, da der Grenzverlauf in einer Reinhardsbrunner Klosterurkunde aus dem Jahre 1111 Rückschlüsse auf ein Herrschaftsgebiet um die Hallenburg zulässt. Die Hallenburg soll sich auch unter den von Kaiser Otto IV. im Jahre 1212 zerstörten Schlössern befunden haben, was die Vermutung nahelegt, dass das Gebäude Anfang des 13. Jahrhunderts auf älteren Grundmauern von den Herren von Hallenberg errichtet wurde.

### Erste urkundliche Erwähnung
1228 wurde bei der Entvogtung des Klosters Rohr unter anderem Reginhald von Haldinberc als Handlungszeuge genannt. Mit dem Erwerb der Herrschaft Hallenberg durch die Grafschaft Henneberg endete 1232 die dynastische Kleinherrschaft. 1232 wurde Reinhard von Hallenberg als hennebergischer Dienstmann genannt. Seit Mitte des  13. Jahrhunderts war die Hallenburg Residenz, Amts- und Verwaltungssitz, Schutzburg und Zentgefängnis des mittelalterlichen Gerichtsbezirks Zent Benshausen. Während der gesamten hennebergischen Herrschaft wurden die Burg und das Amt Hallenberg von Burg- und Amtmännern verwaltet. 1268 wurde die Hallenburg selbst erstmals als „Castum Haldenberc“ in einer lateinischen Schenkungsurkunde erwähnt.
Als sich das Henneberger Grafenhaus im Jahre 1274 in die Linien Henneberg-Hartenberg, Henneberg-Aschach-Römhild und Henneberg-Schleusingen auftrennte, kam die Burg zur Hartenberger Linie. Die Hallenburg wurde Wohnsitz und Residenz der Grafen von Henneberg-Hartenberg. Diese verpfändeten die Hallenburg aus finanziellen Gründen 1374 an die Herren von Bibra. Am 13. März 1391 traten diese die Hallenburg an die Henneberg-Aschach-Linie ab, da die Hartenberger Linie ausgestorben war. 1549 wurde die Burg und das Amt Hallenberg aufgrund eines Erbfolgestreites (Aussterben der Aschach-Römhild-Linie) von Graf Wilhelm IV. von Henneberg-Schleusingen mit Gewalt eingenommen.

### Niedergang
Als 1583 das Henneberger Grafenhaus ausstarb, stand die Burg im Mittelpunkt ständiger Erbauseinandersetzungen, Verpfändungen und Erbteilungen. Im Jahre 1584 ging das Amt Hallenberg aufgrund von Erbverbrüderung an das sächsische Herrscherhaus über. Aus dem Jahre 1584 sind ein Inventarverzeichnis und Baurechnungen der Hallenburg erhalten. Bis 1588 war die Hallenburg Sitz des Burgvogts und Amtsverwalters. Danach wohnte nur noch ein Hofmann in den unteren Gebäuden der Burg. Die Amtsverwaltung wurde Ende des 16. Jahrhunderts mit Kühndorf zusammengelegt, was den Niedergang der Burg bedeutete. 1608 wurde per landesherrlichem Befehl das ruinöse Haus Hallenberg mit allen seinen Gebäuden niedergelegt. Seitdem ist die Burg Ruine.
In den Wirren des Dreißigjährigen Krieges diente die Ruine den Talbewohnern als Schutz vor den anrückenden Kriegshorden. 1624 wurde Steinbach-Hallenberg von kaiserlichen Reitern angegriffen. Damals noch erhaltengebliebenes Holzwerk wurde vermutlich verfeuert.

### Wiederentdeckung und Erhaltung

Ruine Hallenburg um 1900

Erst im 19. Jahrhundert bemühte man sich wieder um eine Erhaltung der Ruine. Grund war die mit der Romantik einsetzende Bewunderung des mittelalterlichen Lebens und der mittelalterlichen Kunst. Im Jahre 1850 wurde ein Etat für die Unterhaltung der Ruine in Höhe von 65 Talern bewilligt. 1866 wurden die kurhessischen Staatsforste mitsamt der Hallenburg an Herzog Ernst von Sachsen-Coburg-Gotha verschenkt.

### Felssturz

Felssturz von der Hallenburg (zerstörte Werkstatt), 1919

Als am 20. August 1919 die an der Westseite hängende, steil hervorspringende Felskanzel abstürzt, wird das Gesamtbild der Burg zerstört. Das Unglück hatte sich allerdings schon lange Zeit vorher angekündigt. Auf verdächtige Sprünge in der Felskanzel reagierte man mit einem Warnschild und der Sperrung des Geländes. Der herabstürzende Porphyrfelsen riss eine Werkstatt im Tal mit sich und zerstörte diese vollständig. Wie durch ein Wunder wurde dabei niemand verletzt.
1945 wurde die Ruine in die geschützten Denkmäler des Kreises aufgenommen. Es wurden erhebliche Geldmittel zum Erhalt zur Verfügung gestellt. Seit 1984 bekrönt wieder eine Dachhaube nach altem Vorbild den Turm.

## Anlage
Die Gesamtanlage der Hallenburg lässt sich heute nicht mehr vollständig feststellen. Die Burg bestand vermutlich aus einer Vorburg und einer etwa zwölf Meter höher liegenden Kernburg mit Bergfried und herrschaftlichem Hauptgebäude. Auf der Vorburg, die mit etwa zwei Meter dicken Umfassungsmauern geschützt war, standen die Wirtschaftsgebäude, ein scheunenartiges Gebäude und zahlreiche Stallungen. Von der Vorburg führte ein Fußweg zur Kernburg. Dort befand sich das sogenannte Oberhaus. Zur Wasserversorgung wurde ein künstlicher Wasserlauf von den Brunnenwiesen oberhalb der Burg mittels Röhren angelegt. Einen eigenen Brunnen gab es nicht.

### Räumlichkeiten
Aus dem Jahre 1584 sind Baurechnungen und ein Inventarverzeichnis erhalten. Diese erlauben eine Rekonstruktion der Räumlichkeiten.
An der zum Arnsberg zugewandten Seite befand sich das Torhaus, welches den Eingang der Vorburg darstellte. Es bestand aus einem kleinen Turm, in dem sich ein Torstüblein mit einem Ofen befand. Von dort konnte der Verkehr innerhalb und außerhalb der Burg beobachtet werden. Um das Tor zu verschließen oder den Burggraben zu überbrücken, wurde während der Bauarbeiten im Jahre 1584 die Zugbrücke von Grund auf neu errichtet. Auf der Vorburg befanden sich innerhalb der Mauern verschiedene Ställe (4 Pferdeställe, 2 Schweineställe) und ein „Stadel“. Der Stadel hatte in seinem „Barn“, dem Nebenraum zur Tenne, auf beiden Seiten „Rauffen“ für 20 Stück Rindvieh und diente hauptsächlich als Lagerplatz für Futter und zur Aufbewahrung der landwirtschaftlichen Geräte. Die Wirtschaftsanlage beinhaltete rund 23 Pferde, 20 Kühe und anderes Rindvieh, Schweine sowie Kleinvieh.
Der heute als Ruine erhaltene Teil der Burg ist das sogenannte Oberhaus. Dieses Hauptgebäude war von drei Seiten mit Mauern umgeben. Durch das obere Tor gelangte man zunächst in den inneren Hof. Der Zugang zum Oberhaus befand sich in dem angebauten Treppenturm auf der rechten Seite des Burggebäudes. Eine Wendeltreppe führte zu drei Geschossen mit verschiedenen herrschaftlichen Räumen und Gemächer.
Im Erdgeschoss befand sich die Küche. Eine Tür führte in zwei hintereinander liegende Kammern an der Nordseite des Gebäudes. Eine zweite Tür führe von der Küche zunächst in eine kleinere Kammer, die durch eine mit Eisen beschlagene Tür von einem „Gewelb hinter der Küchen“ abgetrennt wurde.
Im ersten Obergeschoss befand sich die „große Stube“ die als Wohn- und Aufenthaltsraum der Herrschaft diente. An der Kaminseite (Bergfried zugewandten Seite) stand ein Kachelofen. Neben der „großen Stuben“ lag die „Jungkern Cammer“ und ein kleineres Zimmer mit einem Kachelofen. Eine weitere, nicht näher bezeichnete Kammer mit drei niedrigen Fenstern schloss sich an.
Im zweiten Stockwerk lagen die herrschaftlichen Einzelgemächer. An der Kaminseite befand sich die „Frauen Zimmers stuben“ mit einem Kachelofen darin. Ihr schlossen sich die „Herrn Cammer“, „Frauenzimmers Cammer“ und die „Hofmeisters Cammer“ an. Diese dienten als Schlafgemächer. Neben der „Hofmeisters Cammer“  befand sich eine „Speiß Cammer“.
Das Dach des dreigeschossigen Haus war mit Ziegeln gedeckt. Darunter befand sich ein großer Dachboden, der vermutlich als Aufenthalts- und Schlafraum für das Personal diente.

### Wirtschaftsanlagen
Zur Wirtschaftsanlage der Burg gehörten die vor dem Wald liegenden Schlossgüter, Äcker, Wiesen und der Schlossgarten. Zum Burgbezirk gehörten 1584 auch das am Schlossberg liegende „Wirtshaus am Bergk“ mit dem „Breuhauß“. Ebenso gehörte das heute noch erhaltene „Glockenhaus“ zur Hallenburg. Wegen des regen Jagdbetriebs gehörte das „Jegerhauß“ auf der Jägerwiese gegenüber der Dillersgasse ebenfalls zum Burgbezirk.

### Darstellungen

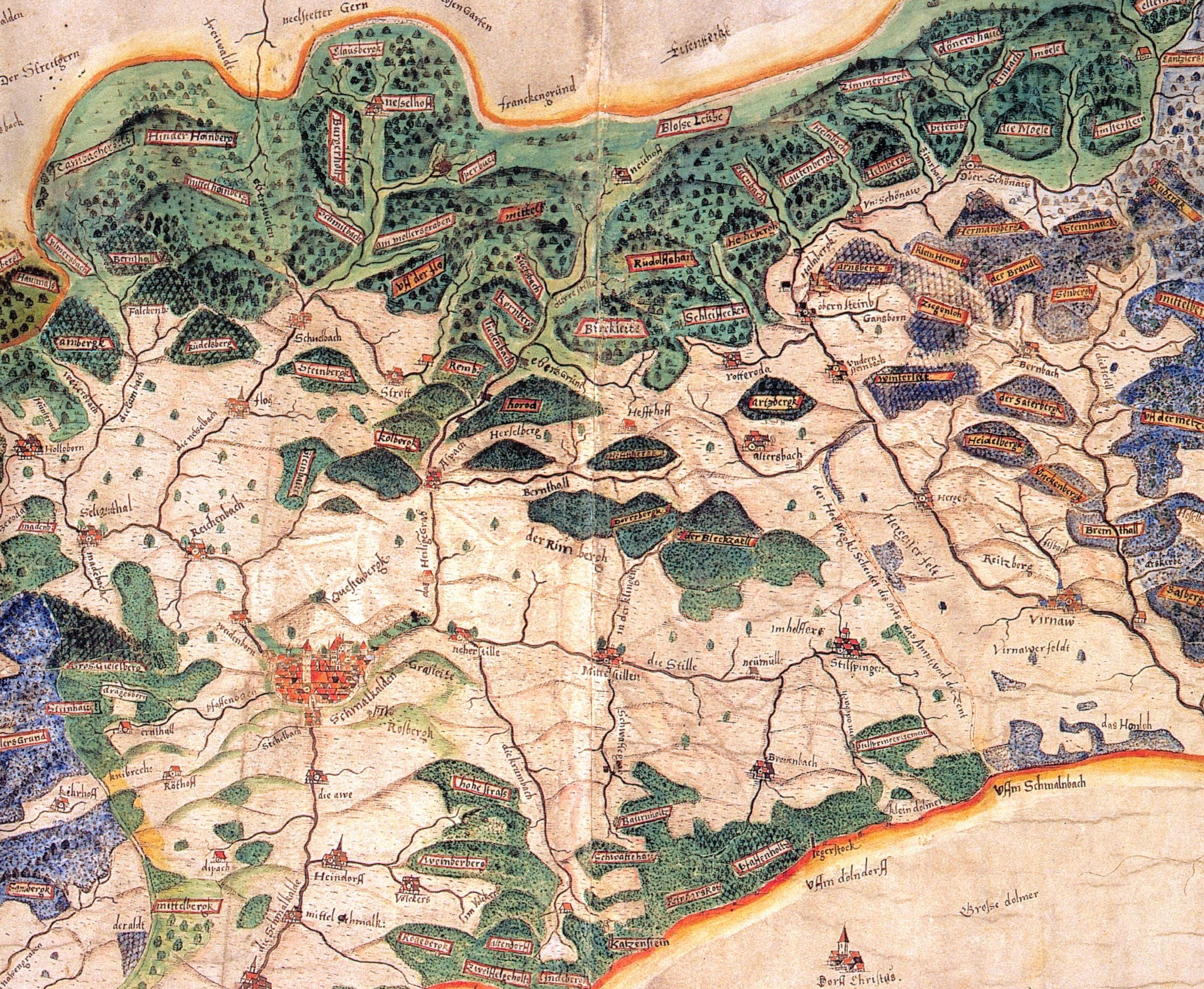
Ausschnitt einer Karte des Amtes Schmalkalden, Joist Moers, 1589

Es sind keine authentischen Abbildungen der ursprünglichen Burg erhalten. Lediglich eine Karte von Joist Moers (Wahrhafter Abriss und eigentliche Beschreibung des Amtes Schmalkalden) aus dem Jahre 1589 hat einen Anspruch auf Authentizität, da sie noch vor dem Abbruch der Hallenburg entstand. Auf dieser teilkolorierten Federzeichnung auf Pergament ist die Hallenburg jedoch nur schemenhaft und ohne genaue Details erkennbar.